# Carnival Glory
Carnival Glory è la seconda nave da crociera "Conquest Class" costruita per la compagnia di navigazione Carnival Cruise Lines.
A fine 2012 (dopo la gemella C. Conquest) fu sottoposta a lavori di ristrutturazione, a Freeport.

## Incidenti
Nel dicembre 2019 la nave è stata colpita dalla Carnival Legend durante l'entrata nel porto di Cozumel, in Messico, a causa della corrente e dei venti forti; l'incidente ha causato la distruzione di una parte del ristorante di poppa, in quanto la prua della Legend ha distrutto le vetrate e piegato il metallo,ha inoltre causato un ferito e danneggiato lievemente la Glory.

## Porto di armamento
- Miami, Florida, durante i mesi invernali (da ottobre ad aprile).
- Norfolk, Virginia, 15-27 maggio 2012 e 14-28 ottobre 2012.
- Boston, Massachusetts, 3 giugno 2012 - 26 luglio 2012.
- New York, New York, 1º agosto 2012 - 6 ottobre 2012

## Navi gemelle
- Carnival Conquest
- Carnival Valor
- Carnival Liberty
- Carnival Freedom